# Idiocerus tenellus
Idiocerus tenellus är en insektsart som beskrevs av Dubovsky 1966. Idiocerus tenellus ingår i släktet Idiocerus och familjen dvärgstritar. Inga underarter finns listade i Catalogue of Life.